# Ulla Smidje
Ulla Vendela Smidje, född 26 december 1925 i Ullared i Hallands län, död 28 november 1972 i Annedals församling i Göteborg, var en svensk skådespelare

## Biografi

### Tidiga år och debut på Nya teatern
Smidlje växte upp i det lilla samhället Ullared i Halland som dotter till smidesmästaren Sven Carlsson och Elsa Carlsson. Hon tog realexamen i Varberg 1942 men drömde om att få spela teater.  
När hon inte kom in på Dramatens elevskola 1945 engagerades hon av Per-Axel Branner vid Nya teatern på Regeringsgatan 111. Där debuterade hon i november samma år med en mindre roll i Hans Rothes skådespel Nattlig ankomst. I januari 1946 fick hon chansen med den mer framträdande rollen som Christine i Arthur Schnitzlers pjäs Liebelei, här kallad Älskog.

### På Dramatens elevskola
Hon sökte på nytt och blev antagen vid Dramatens elevskola hösten 1946 i samma årskull som Marianne Karlbeck, Brita Billsten, Jarl Kulle, Ingvar Kjellson, Arne Ragneborn och Per Gerhard, son till Karl Gerhard. I klassen fanns också Märta Torén som fick Hollywood-kontrakt redan 1947 men som dog tio år senare endast 31 år gammal. 
Hösten 1947 gjorde Smidje sin debut på Dramaten i Hjälten på den gröna ön av J.M. Synges och direkt därefter gav Alf Sjöberg henne rollen som Frida Fogdal i Ibsens John Gabriel Borkman, som gjordes av Lars Hanson medan Tora Teje gjorde Gunhild.
Men Smidjes genombrott kom hösten därpå när hon som tredjeårselev fick rollen som Lizzie i Göran Genteles uppsättning av Sartres Den respektfulla skökan. 
Smidje gjorde sin första filmroll 1948 i Hampe Faustmans Lars Hård som följdes av Alf Sjöbergs Bara en mor året därpå och 1950 spelade hon syster till den hårdföre huvudpersonen Jompa (Sven-Eric Gamble) i Lars-Eric Kjellgrens film Medan staden sover..

### Fyra år på Dramaten och i Helsingborg
Hösten 1949 satte Olof Molander upp Maxwell Andersons En dag av tusen som cirklade runt Inga Tidblad som Anne Boleyn mot Lars Hansons Herny VIII och Smidje som gjoirde Jane Seymour. 
Hösten därpå gjorde hon Marie i Axel Strindbergs Kunde hända. Våren 1951 var hon Mary i Kapten Grant och hans barn efter Jules Verne och sedan som Lizzy i Onkel Tom, i pjäsen med samma namn av Bechter-Stowe. 
Innan hon lämnade Dramaten gjorde hon Jenny Hill i Georg Bernard Shaws Major Barbara och Syster Agnes mot Eva Dahlbeck i H. C, Branners Syskon. 

### Göteborgs stadsteater
1970 spelade hon Ranjevskaja i Tjechovs Körsbärsträdgåren med Kerstin Tidelius som Varha.  

### Övrigt
Smidje tilldelades Thaliapriset 1961.
Hon gifte sig 1945 med Anders Sundberg. De är begravda på Ullareds kyrkogård.

## Filmografi
- 1948 – Lars Hård
- 1949 – Bara en mor
- 1950 – Medan staden sover
- 1952 – Flottare med färg
- 1953 – Ogift fader sökes
- 1953 – Barabbas
- 1963–1964 – Petter kommer igen (TV-serie)
- 1964 – Petter klarar allt! (TV-serie)
- 1971 – Utvandrarna

## Teater

### Roller (ej komplett)
| År   | Roll                     | Produktion                                              | Regi                | Teater                   |
| ---- | ------------------------ | ------------------------------------------------------- | ------------------- | ------------------------ |
| 1945 | Frun                     | Nattlig ankomst (Ankunft bei Nacht) Hans Rothe          | Per-Axel Branner    | Nya Teatern              |
| 1946 | Christine                | Älskog (Liebelie) Arthur Schnitzler                     | Tord Stål           | Nya Teatern              |
| 1946 | Prästänkan               | Över förmåga (Over Ævne) Bjørnstjerne Bjørnson          | Soini Wallenius     | Nya Teatern              |
| 1946 |                          | 9 till 6 (Nine Till Six) Aimée Stuart och Philip Stuart | Tord Stål           | Nya Teatern              |
| 1949 | Denman, en tjänsteflicka | Släktmötet T S Eliot                                    | Alf Sjöberg         | Dramaten                 |
| 1949 | Vera                     | Sanningens pärla Zacharias Topelius                     | Keve Hjelm          | Dramaten                 |
| 1949 | Jane Seymour             | En dag av tusen Maxwell Anderson                        | Olof Molander       | Dramaten                 |
| 1950 | Kvinnan från Näset       | Brand Henrik Ibsen                                      | Alf Sjöberg         | Dramaten                 |
| 1950 | Lena                     | En radiobragd Charlotte Chorpenning                     | Arne Ragneborn      | Dramaten                 |
| 1951 | Lizzy                    | Onkel Toms stuga Harriet Beecher Stowe                  | Carl-Henrik Fant    | Dramaten                 |
| 1952 | En annan jude            | De vises sten Pär Lagerkvist                            | Alf Sjöberg         | Dramaten                 |
| 1952 | Den sköna Isabella       | Harlekino och Harlekina Else Fisher                     | Kurt-Olof Sundström | Dramaten                 |
| 1953 | Claire Blakely           | Drömflickan Elmer Rice                                  | Johan Falck         | Helsingborgs stadsteater |
| 1953 | Astrid                   | Swedenhielms Hjalmar Bergman                            | Johan Falck         | Helsingborgs stadsteater |
| 1953 | Frida Foldal             | Henrik IV Luigi Pirandello                              | Johan Falck         | Helsingborgs stadsteater |
| 1954 | Prinsessan               | Mästerkatten i stövlar Hans Werner                      | Willy Keidser       | Helsingborgs stadsteater |
| 1954 | Miranda                  | Stormen William Shakespeare                             | Johan Falck         | Helsingborgs stadsteater |
| 1954 | Ung flicka               | Kanske en diktare Ragnar Josephson                      | Gunnar Ekström      | Helsingborgs stadsteater |
| 1954 |                          | Guds gröna ängar Marc Connelly                          | Johan Falck         | Helsingborgs stadsteater |
| 1954 | Lilly Sears              | The och sympati Robert Anderson                         | Gunnar Ekström      | Helsingborgs stadsteater |
| 1954 | Maud                     | Babels torn Lars Helgesson                              | Johan Falck         | Helsingborgs stadsteater |
| 1955 | Ebba Brahe               | Kristina August Strindberg                              | Johan Falck         | Helsingborgs stadsteater |
| 1955 | Fru Webb                 | Vår lilla stad Thornton Wilder                          | Erik Berglund       | Helsingborgs stadsteater |
| 1955 | Miss Shotgraven          | Dollargrinet George S. Kaufman och Howard Teichmann     | Johan Falck         | Helsingborgs stadsteater |
| 1955 | Elisa Bonaparte          | Madame Sans-Gêne Victorien Sardou och Émile Moreau      | Johan Falck         | Helsingborgs stadsteater |
| 1955 | Marie Vetsera            | Mayerlingdramat Maxwell Anderson                        | Johan Falck         | Helsingborgs stadsteater |
| 1955 | Miss Prism               | Mister Ernest Oscar Wilde                               | Leo Golowin         | Helsingborgs stadsteater |
| 1956 | Peggy Coffey             | Urladdning Clifford Odets                               | Gunnar Ekström      | Helsingborgs stadsteater |
| 1956 | En bondkvinna            | Drottningen och rebellerna Ugo Betti                    | Leo Golowin         | Helsingborgs stadsteater |
| 1956 |                          | Toreadorvalsen Jean Anouilh                             | Johan Falck         | Helsingborgs stadsteater |
| 1956 | Marianne                 | Sällskapslek Erland Josephson                           | Gunnar Ekström      | Helsingborgs stadsteater |
| 1957 | Emily Delahay            | Charleys tant Brandon Thomas                            | Leo Golowin         | Helsingborgs stadsteater |
| 1957 | Maria von Gegerfelt      | Ett brott Sigfrid Siwertz                               | Johan Falck         | Helsingborgs stadsteater |
| 1959 |                          | Major Barbara George Bernard Shaw                       | Keve Hjelm          | Göteborgs stadsteater    |
| 1959 | Sibyl Railton-Bell       | Vid skilda bord Terence Rattigan                        | Åke Falck           | Göteborgs stadsteater    |
| 1959 |                          | Gisslan Brendan Behan                                   | Staffan Aspelin     | Göteborgs stadsteater    |
| 1959 |                          | Besök av gammal dam Friedrich Dürrenmatt                | Johan Falck         | Göteborgs stadsteater    |
| 1963 |                          | Orkestern Jean Anouilh                                  | Herman Ahlsell      | Göteborgs stadsteater    |

## Bilder

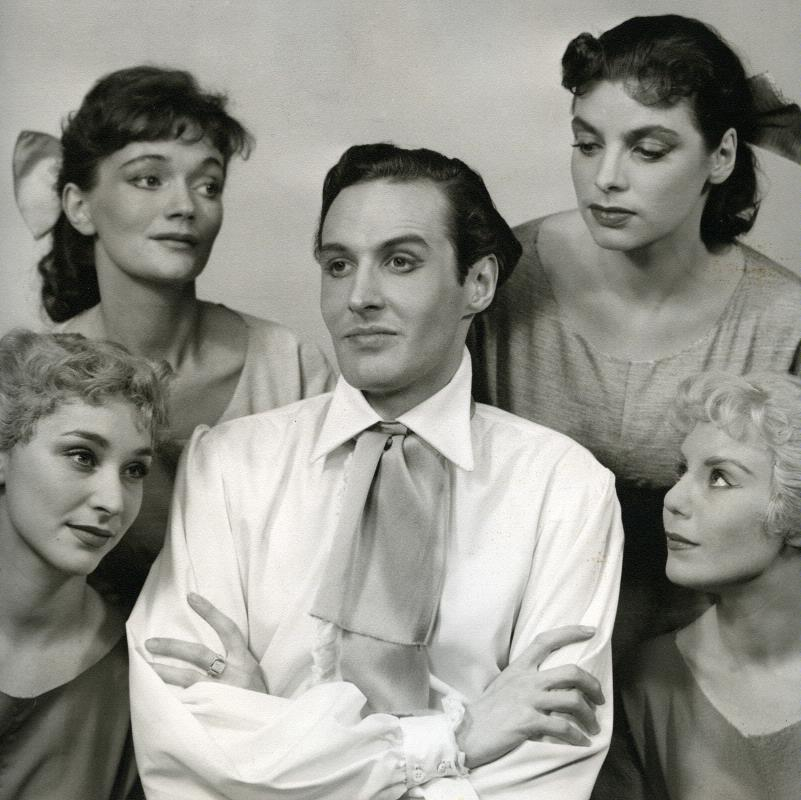
Hariette Garellick, Ulla Smidje (överst till vänster), Lars Granberg, Sif Sterner och Kerstin Wibom i Babels torn på Helsingborgs stadsteater 1954.
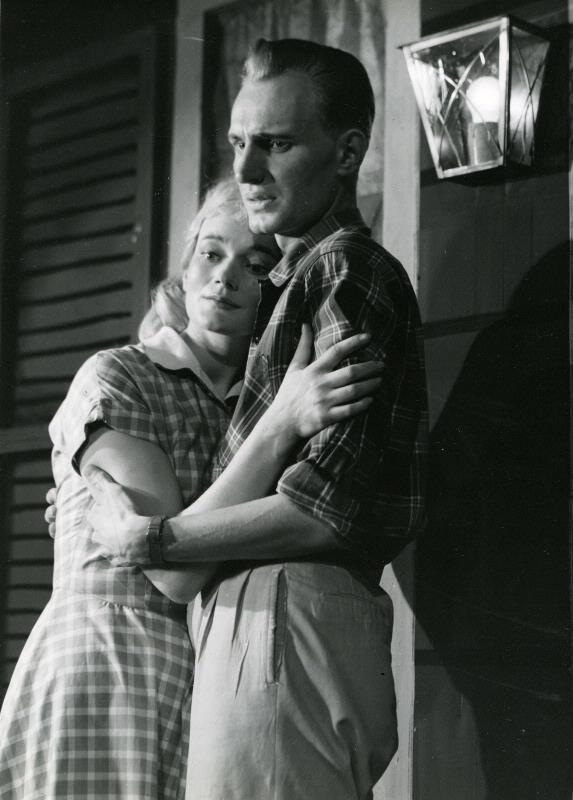
Ulla Smidje och Stig Gustavsson i Urladdning på Helsingborgs stadsteater 1955.